# Federazione italiana associazioni fotografiche
La FIAF (Federazione italiana associazioni fotografiche) è un'associazione nata con lo scopo di divulgare e sostenere la fotografia amatoriale, con sede a Torino.
Riunisce circoli fotografici e sodalizi culturali con più sezioni tematiche, i loro associati, come pure singoli fotografi, ponendosi alla loro attenzione attraverso un ventaglio di attività come: mostre, concorsi, didattica e numerosi eventi con cui gli stessi club, con le proprie proposte settimanali d'incontro, coinvolgono tutte le fasce di età ed i livelli d'interesse sul tema della fotografia.
Oltre a ciò va specificato che le opportunità culturali e didattiche, condotte da relatori e docenti preparati, sono strutturate e coordinate dal DAC (Dipartimento attività culturali), mentre altri dipartimenti specializzati mettono in atto le proposte emerse dal consiglio nazionale.
Ogni giorno fotografi non professionisti, italiani e non solo, sono in contatto con la FIAF anche attraverso il sito web. Molte sono le occasioni che pongono la FIAF all'attenzione dell'ambiente fotografico sul territorio nazionale per il vivace fermento innovativo sia verso i fenomeni culturali che nei confronti degli sviluppi tecnologici, quelli che – con le tecniche digitali – hanno fatto irruzione nel mondo dell'immagine fotografica.

## Struttura
La FIAF è stata fondata il 19 dicembre 1948, ed al termine del 2009 conta oltre 520 circoli ed un numero di soci vicino alle 6.000 unità, con una rete di delegati regionali e provinciali che favoriscono gli scambi tra circoli e partecipano agli eventi di più ampio respiro, spesso realizzati con istituzioni pubbliche quali biblioteche, spazi espositivi e scuole.
La FIAF appartiene a pieno titolo alla FIAP (Fédération internationale de l'art photographique), nel cui ambito ricopre un ruolo di rilievo negli avvicendamenti delle cariche istituzionali ma anche negli esiti delle classifiche internazionali dei concorsi tematici.
Nel 2005, assieme al Comune di Bibbiena (AR), fonda il Centro italiano della fotografia d'autore con l'obiettivo di evitare la dispersione della produzione più significativa degli autori italiani.

## Le rivisteIl fotoamatoreeFotoIT
Il fotoamatore è stato l'organo ufficiale della FIAF, creato nel 1973, sotto la direzione di Guido Lombardo; nel 1978 diventa trimestrale sempre sotto la direzione di Guido Lombardo ma con il contributo redazionale di Giorgio Tani, Wanda Tucci Caselli, Giorgio Rigon, Luciano Ongaro. Nel 1980 Giorgio Tani diventa il direttore responsabile. Nel 1984 diventa bimestrale. Nel 1989 la rivista diventa un mensile. Nel 1993 Roberto Rossi diventa il nuovo direttore responsabile.
Dal 2003 la testata ha cambiato il nome diventando FotoIT.

## Albo d'oro

### Presidenti onorari
- 1968 - 1979 Renato Fioravanti
- 1984 - 1986 Luigi Martinengo
- 1993 - ... Michele Ghigo
- 2002 - ... Giorgio Tani
- 2011 - ... Fulvio Merlak
- 2014 - ... Claudio Pastrone

### Presidenti
- 1948 - 1957 Italo Bertoglio
- 1957 - 1968 Renato Fioravanti
- 1968 - 1972 Luigi Martinengo
- 1972 - 1993 Michele Ghigo
- 1993 - 2002 Giorgio Tani
- 2002 - 2011 Fulvio Merlak
- 2011 - 2014 Claudio Pastrone
- 2014 - 2024 Roberto Rossi
- 2024 -     Roberto Puato